# 鄂州市雷山医院
鄂州市雷山医院位于湖北省鄂州市鄂城区樊口街道，是由鄂州市第三医院老院区基础上改建而来的防疫应急医院。

## 历史
2020年1月26日，鄂州市人民政府紧急启动防治新型冠状病毒肺炎应急工程。由中国一冶作为施工总承包单位，参照“小汤山”模式，在原鄂州市第三医院老院区基础上改造、新建防疫应急医院。2月1日，该医院正式命名为雷山医院。2月3日，医院施工图设计完成。2月7日，医院一期工程基本完工。2月8日，一期工程交付，鄂州市住房和城乡建设局与鄂州市卫生健康委员会现场签署移交书，交付后由鄂州市第三医院负责管理，并新增100张床位收治新型冠状病毒肺炎确诊病人。2月13日，雷山医院由贵州省援鄂医疗队成建制接管，并开始接收病患。2月18日，二期工程交付。2月21日，二期工程正式投入使用。2月22日，该院5名新型冠状病毒肺炎确诊患者治愈出院，为贵州医疗队成建制进驻医院后首批治愈患者。3月14日，医院8个病区压缩为2个病区。3月23日，该院最后3名新型冠状病毒肺炎确诊患者治愈出院。3月26日，在该院进驻的贵州医疗队离开鄂州，返回贵州，该院由鄂州医疗人员接续管理。

## 医院设施
雷山医院分两期建设，共设计386间病房、772个床位，占地面积21.52亩，总建筑面积2.87万平方米。其中一期工程有病房50间、100个床位，并配备新风系统。二期工程有病房338间、672个床位。二期工程按照“三区两通道”标准建设，病房内设有空调、电视、WiFi、卫生间等基本设施，并对病房结构进行调整，改进新风系统。

## 事件
2020年2月24日晚，鄂州市华容区段店镇派出所接群众举报，称网上微信群有人传播视频，视频中称“段店镇上湖村委会不顾村里人民生命安全，将上湖村籍在鄂州城区雷山医院5名援建工人接回村湾后，不采取有效隔离措施，其中两名工人发热无人管”。段店派出所后分别将两名视频录制者依法传唤进行调查。2月25日，段店派出所根据《中华人民共和国治安管理处罚法》第25款第1条之规定，依法给予两名视频录制者行政拘留5日的处罚。